# Londýnská konvence proti znečišťování moří
Londýnská konvence proti znečišťování moří vypouštěním odpadů a jiných látek z roku 1972, běžně nazývaná „Londýnská úmluva“ nebo „LC '72“ a také zkráceně „Marine Dumping“, je dohoda o kontrole znečišťování moří vypouštěním odpadu na moři a o podpoře regionálních dohod doplňujících tuto úmluvu. Vztahuje se na úmyslné odstraňování odpadů nebo jiných látek z plavidel, letadel a plošin do moře. Nevztahuje se na vypouštění odpadů z pozemních zdrojů, jako jsou potrubí a výpustě, na odpady vznikající při běžném provozu plavidel ani na umisťování materiálů za jiným účelem, než je pouhé odstraňování, pokud takové odstraňování není v rozporu s cíli úmluvy. 
Úmluva vstoupila v platnost v roce 1975. K září 2016 se k úmluvě připojilo 89 smluvních stran.